# Montague megye
Montague megye az Amerikai Egyesült Államokban, azon belül Texas államban található. Megyeszékhelye Montague, legnagyobb városa Bowie. Lakosainak száma 19 965 fő (2020. április 1.). Montague megye Jefferson, Love, Cooke, Wise, Jack és Clay megyékkel határos.

## Népesség
A megye népességének változása:
| Lakosok száma | 19 724 | 19 763 | 19 584 | 19 503 | 19 262 | 19 965 |
|               | 2010   | 2011   | 2012   | 2013   | 2015   | 2020   |